# Тай Сигал
Тай Гарет Сигал (на английски: Ty Garrett Segall) е американски мулти-инструменталист, певец, автор на песни и продуцент. Той е известен с богатата си соло кариера, по време на която издава девет студийни албума, както и немалък брой сингли и EP-та. Сигал участва в няколко групи сред които Broken Bat, Fuzz, GØGGS, и е бивш член на The Traditional Fools, Epsilons, Party Fowl, Sic Alps и The Perverts.
По време на изпълнения на живо, Сигал често е придружен от неговата група, Ty Segall Band, в която свири Mikal Cronin (бас), Charles Moothart (китара) и Emily Rose Epstein (барабани). От 2016 г. Сигал сформира нова група, The Muggers, в която е отново с Cronin (бас и саксофон), както и с Kyle Thomas познат като King Tuff (китара), Emmett Kelly от The Cairo Gang (китара), Cory Hanson (клавишни и китара) и Evan Burrows (барабани) от Wand.

## Кариера
Ранна кариера (2008-2011)
Преди да започне соло кариера, Тай Сигал работи почасово като музикант в различни ъндърграунд групи от Сан Франциско и Ориндж. Първият му самостоятелен запис озаглавен Horn The Unicorn, излиза на аудиокасета за лейбъла Wizard Mountain (по-късно преиздаден от HBSP-2X на грамофонна плоча). В този период същият лейбъл реализира сплит албум на Сигал и Superstitions наречен Halfnonagon.
След като се запознава с John Dwyer от Thee Oh Sees и Coachwhips, Dwyer предлага да реализира дебютният му солов албум Ty Segall (2008 г.) за Castle Face Records. Сигал споделя в интервю, че музикалната общност в Сан Франциско е „супер-силна“ и шеговито оприличава Джон Дуайър като кмет на града. „Елате тук и ще го видите да кара колелото си, да пие бира и най-вероятно ще ви извика за по тако. Той е най-големият пич в света.“
Hair, Slaughterhouse и Twins (2012)
През 2012 г. излизат три дългосвирещи албуми: Hair, с White Fence, издаден през април, Slaughterhouse, записан с неговата тур банда и издаден през юни, както и соло албумът Twins, реализиран през октомври.

## God? Records
Сигал има собствен лейбъл, който е под етикета на Drag City наричан GOD? Records. Първият албум, който продуцира е Dark Radar на Trin Tran, който официално излиза през 2012 г. Издава още и едноименният дебютен албум на Scraper и дългосвиреща плоча на White Fence през 2013 г. Година по-късно подписва договор с Wand и впоследствие ги кани на турне.

## Дискография
Студийни албуми
| Албум            | Година на издаване | Музикален издател                                     |
| ---------------- | ------------------ | ----------------------------------------------------- |
| Ty Segall        | 2008               | Burger Records (касета) / Castle Face Records (плоча) |
| Lemons           | 2009               | Goner Records                                         |
| Melted           | 2010               | Goner Records                                         |
| Goodbye Bread    | 2011               | Drag City                                             |
| Twins            | 2012               | Drag City                                             |
| Slaughterhouse   | 2012               | In the Red Records                                    |
| Sleeper          | 2013               | Drag City                                             |
| Manipulator      | 2014               | Drag City                                             |
| Emotional Mugger | 2016               | Drag City                                             |
| Ty Segall        | 2017               | Drag City                                             |
| Freedom’s Goblin | 2018               | Drag City                                             |

Други албуми
- Horn the Unicorn (Original Release) – аудиокасета (2008; Wizard Mountain)
- Halfnonagon (split with Superstitions) – аудиокасета (2008; Wizard Mountain)
- Swag / Sitting In The Back Of A Morris Marina Parked At The Pier Eating Sandwiches Whilst The Rain Drums On The Roof (сплит с Black Time) – плоча (2009; Telephone Explosion Records)
- Horn the Unicorn (Re-release с Addition Tracks) – плоча (2009; HBSP-2X)
- Ty Segall & Lemons – аудиокасета (2010; Burger Records)
- $ingles – аудиокасета (2010; Psychic Snerts)
- San Francisco Rock Compilation or Food or Weird Beer From Microsoft – Ограничен тираж, само 350 копия – 2010; God? Records (аудиокасета) / 2011; Social Music Records (плоча)
- Live In Aisle Five – плоча (2011; Southpaw Records)
- Singles 2007-2010 – двойна плоча/CD (2011; Goner Records)
- Gemini (Demo version of Twins) – плоча (2013; Drag City; Sea Note)
- $INGLE$ 2 – плоча, CD, аудиокасета, MP3/FLAC (2014; Drag City)
- Live in San Francisco (с Ty Segall Band) – плоча, CD, MP3 (2015; Drag City)

Сингли / EP
- Skin – 7" (2008; Goodbye Boozy Records)
- It – 7" (2008; Chocolate Covered Records)
- Cents – 7" (2009; Goner Records)
- Universal Momma – 7" (2009; True Panther)
- My Sunshine – 7" (2009; Trouble In Mind)
- The Drag / Maria Stacks (сплит с Thee Oh Sees) – 7" (2009; Castle Face)
- Caesar – 7" (2010; Goner Records)
- 4 Way Split (сплит с CoCoComa, The White Wires, & Charlie and The Moonhearts) – 7" (2010; Trouble In Mind)
- GonerFest Seven Golden Ticket Record (сплит с Armitage Shanks, UV Race, & Strapping Field Hands) – 7" (2010; Goner Records)
- Diamond Way / My Head Explodes (сплит с JEFF the Brotherhood) – 7" (2010; Infinity Cat Recordings)
- Bruise Cruise Vol. 1 (сплит с Thee Oh Sees) – 7" (2010; Bruise Cruise Records)
- Ty Rex EP – 12" (2011; Goner Records)
- I Can't feel It – 7" (2011; Drag City)
- Spiders – 7" (2011; Drag City)
- Tour Split (сплит с Feeling Of Love) – 7" (2012; Permanent Records)
- The Hill – 7" (2012; Drag City)
- Would You Be My Love? – 7" (2013; Drag City)
- Ty Rex II EP – 7" (2013; Goner Records)
- Music From a Film 1 (сплит с Chad & The Meatbodies) – 7" (2013; Famous Class Records)
- Feel – 7" (2014; Drag City)
- Motörhead / Paranoid – 7" (2014; Drag City) – as Ty Segall Band
- Mr. Face – 7" (2015; Famous Class Records)

Компилации
- Yeti Eight (Допринася с песен: 2 – Lovely One (Demo)& 16 – I Think I've Had It) – CD (2009; Yeti Publishing LLC)
- Our Boy Roy (Допринася с песен: Pretty Woman) – плоча (2010; Telephone Explosion Records)
- In a Cloud: New Sounds of San Francisco (Допринася с песен: Hey Big Mouth) – плоча (2010; Secret Seven Records)
- Stuffs Vol. 1 (Допринася с песен: Flys Better) – плоча (2010; Compost Modern Art Recordings)
- Live At The Empty Bottle (Допринася с песен: Girlfriend (live)) – плоча (2012; Shimby Presents)
- Live at Death By Audio 2012 (Допринася с песен: Imaginary Person (live)) – 7" Flexi Book (2013; Famous Class Records)

## Видеография
| Видео                        | Година | Режисьор                |
| ---------------------------- | ------ | ----------------------- |
| Cents                        | 2009   |                         |
| Pretty Baby (You're So Ugly) | 2010   |                         |
| Girlfriend                   | 2011   |                         |
| Goodbye Bread                | 2011   | Matt Yoka               |
| Where Your Head Goes         | 2011   | Brian Lee Hughes        |
| You Make the Sun Fry         | 2012   |                         |
| The Hill                     | 2012   | Тай Сигал и Peter Grimm |
| Thank God for the Sinners    | 2013   | Matt Yoka               |
| Fuzz's Fourth Dream          | 2013   | Edgar Nelson Obrand     |
| The Man Man                  | 2013   | Scott Z. Stinnett       |
| Manipulator                  | 2014   | Matt Yoka               |
| The Singer                   | 2014   | Matt Yoka               |
| Emotional Mugger             | 2016   | Matt Yoka               |